# Lago Palmar
O Lago Palmar é um lago do Uruguai, localizado às margens do Rio Negro. É a foz do rio Yí. Esta represa fornece energia elétrica para as cidades localizadas no sudoeste do país
A supeficie do lago e de 150 km2.